# Хермсдорф (Руланд)
Хермсдорф (њем. Hermsdorf) општина је у њемачкој савезној држави Бранденбург. Једно је од 25 општинских средишта округа Обершпревалд-Лаузиц. Према процјени из 2010. у општини је живјело 874 становника. Посједује регионалну шифру (AGS) 12066124.

## Географски и демографски подаци
Хермсдорф се налази у савезној држави Бранденбург у округу Обершпревалд-Лаузиц. Општина се налази на надморској висини од 112 метара. Површина општине износи 32,8 km². У самом мјесту је, према процјени из 2010. године, живјело 874 становника. Просјечна густина становништва износи 27 становника/km².